# 龔大稔
龔大稔（1485年—？），字士登，直隸常州府武進縣人，軍籍，明朝政治人物。

## 生平
應天府鄉試第五十一名舉人。正德十六年（1521年）中式辛巳科會試第八十四名，登第三甲第二百一十四名進士。累官廣東僉事。家居吏部尚書方獻夫家人姻黨橫行鄉里，鄉人屢屢上告龔大稔。方獻夫還朝時，囑咐龔大稔通融。不久，龔大稔因事落職，懷疑是方獻夫所為，於是上疏舉報其不法之事，且涉及霍韜。方獻夫上疏自辨，世宗偏向獻夫，龔大稔於是被逮削籍。

## 家族
曾祖龔禮洪；祖父龔瑛；父龔天爵，母王氏。慈侍下。兄龔大有（監察御史）、大順、大邦、大用、大倫、大振。弟大本、大經。
堂兄龔大有。